# Morze Liguryjskie
Morze Liguryjskie (wł. Mar Ligure) – część Morza Śródziemnego. Rozciąga się od Wybrzeża Liguryjskiego na północy (Włoska Riwiera, Liguria) i Wybrzeża Toskańskiego na wschodzie po francuską wyspę Korsyka i włoską Elbę. Zatoka Genueńska stanowi jego północną część. Na południowym wschodzie na linii Wysp Toskańskich Morze Liguryjskie łączy się z Morzem Tyrreńskim. Morze jest zlewiskiem dla wielu rzek północno-zachodnich Włoch m.in. rzeki Arno. Największą głębokość – 2.800 m – osiąga na północny zachód od Korsyki.

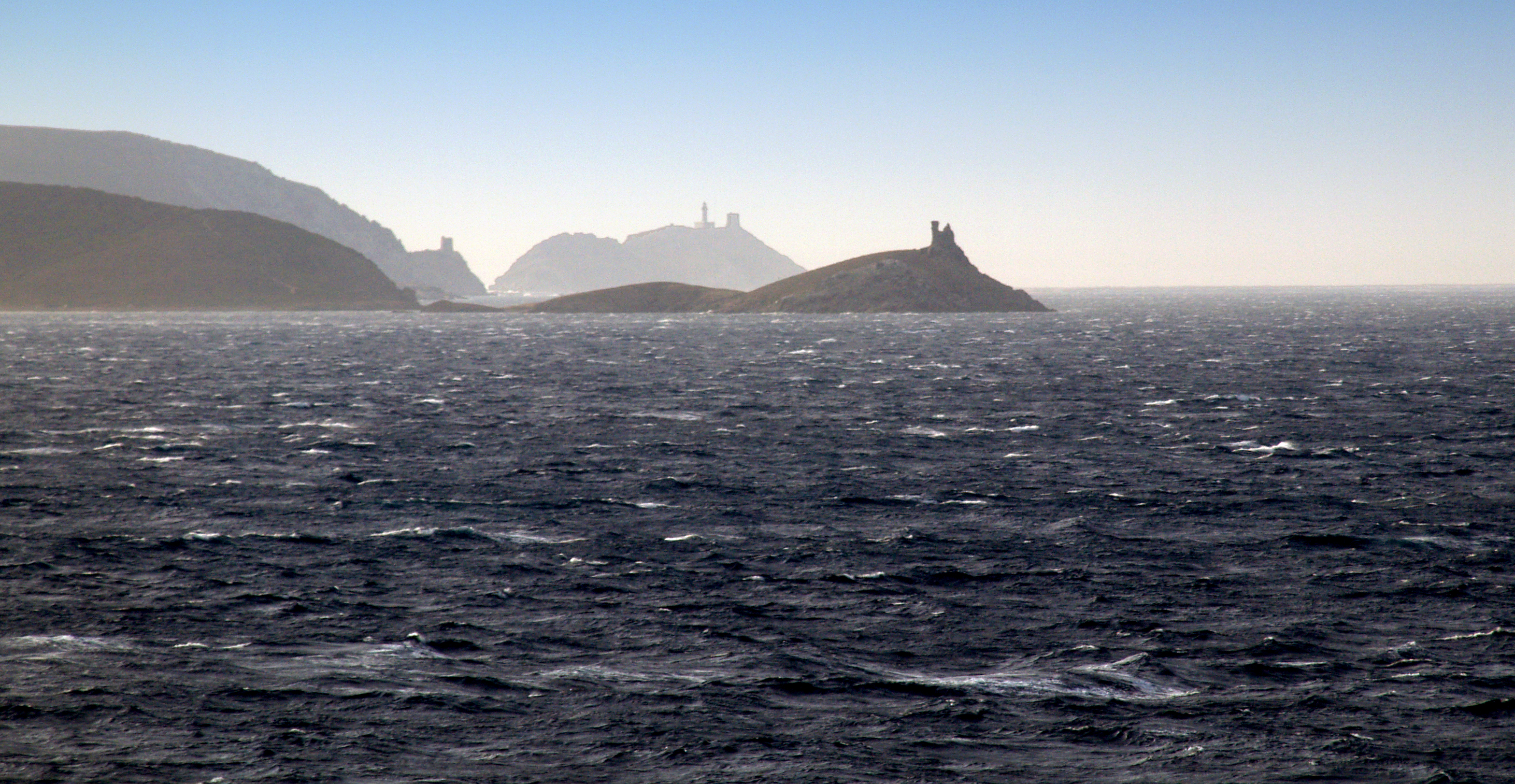
Przylądek Cap Corse na półwyspie w północnej części Korsyki nad Morzem Liguryjskim